# Wolfgang Ziebart

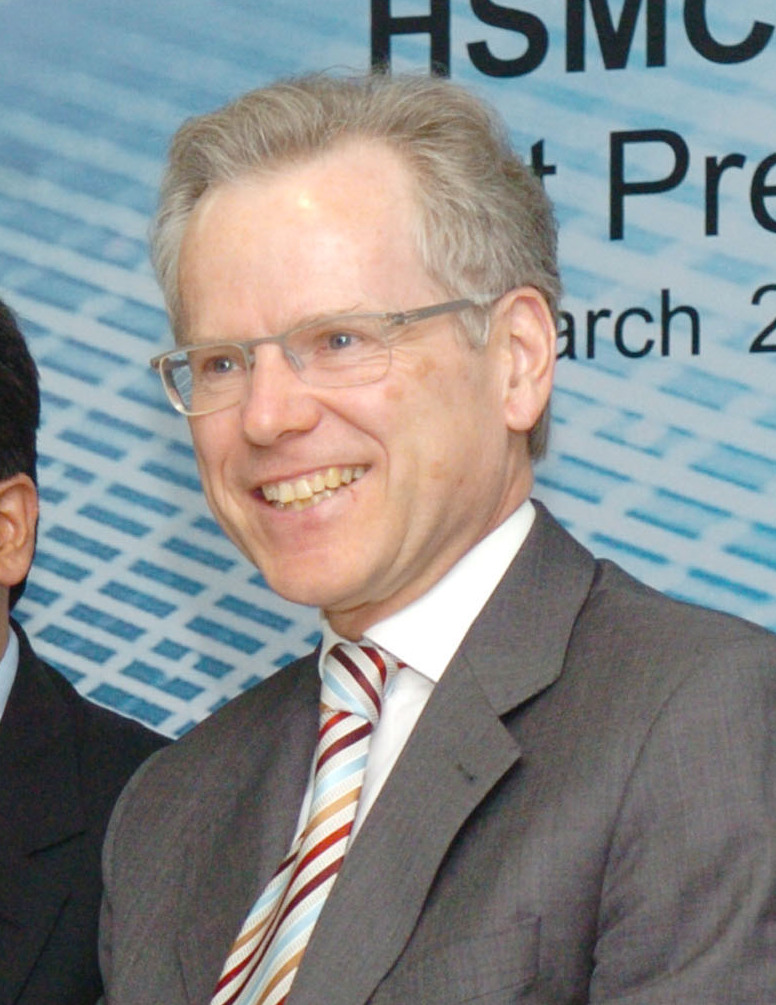
Wolfgang Ziebart in 2007

Wolfgang Ziebart (* 30. Januar 1950 in Hannover) ist ein deutscher Manager.

## Leben
Ziebart wurde wie sein Bruder Ulrich als Sohn der Medizinerin Livia Ziebart, geborene Unterseher, und des mit ihr ab 1947 verheirateten Münchener Maschinenbau-Ingenieurs Erwin Ziebart (* 1921 in der Walachei in Rumänien) in Hannover geboren. Sein Vater leitete im Vorstand der Krauss-Maffei AG in München-Allach, bei der dieser insgesamt von 1953 bis 1966 tätig war, die Entwicklung und wurde anschließend Sprecher des Vorstands der Zahnradfabrik Friedrichshafen AG.
Nach seinem Maschinenbau-Studium und anschließender Promotion an der Technischen Universität München war er beim Münchner Autohersteller BMW tätig. Dort arbeitete er zunächst im Bereich Fahrzeugvorentwicklung und in der Fertigung, 1991 wurde er zum Geschäftsführer der BMW-Tochter Kontron Elektronik GmbH in Eching bei München berufen, bevor er 1992 die Leitung des Bereichs Karosserie und Fahrzeugelektronik übernahm. Ein Jahr später war er verantwortlich für die Entwicklung der „kleinen Baureihe“ und damit der 3er-Reihe (E46). 1999 wurde er in den Vorstand berufen, musste das Unternehmen jedoch ein Jahr später nach dem Rover-Debakel verlassen.
Daraufhin wechselte Ziebart zum Autozulieferer Continental nach Hannover. Dort war er für den Bereich Automotive Systems und damit unter anderem für die Fertigung elektronischer Brems- und Airbag-Systeme verantwortlich. 2000 wurde er Mitglied des Vorstandes, ein Jahr danach stellvertretender Vorstandsvorsitzender.
Seit September 2004 war Ziebart Vorstandsvorsitzender von Infineon, der Vertrag wurde aber zum 1. Juni 2008 nach einer Aufsichtsratssitzung gekündigt.
Im Dezember 2009 wurde bekannt, dass Ziebart der neue Geschäftsführer der Artega Automobil GmbH & Co. KG wird, Grund war die Übernahme von Artega durch den mexikanischen Investor Tresalia Capital.
Artega hat am Freitag, den 29. Juni 2012, beim Amtsgericht Paderborn einen Insolvenzantrag gestellt und wurde daraufhin am 1. Oktober 2012 durch den Gründer und Mehrheitsaktionär der paragon AG, Klaus Dieter Frers übernommen, der die Fertigung des Kleinstfahrzeugs Microlino aufnehmen wird.
Seit Juli 2012 ist Ziebart Aufsichtsratsvorsitzender des Windkraftanlagenherstellers Nordex SE.
Vom 1. August 2013 bis 31. März 2015 war Ziebart Engineering Director auf Vorstandsebene bei Jaguar Land Rover in England.
Seit September 2022 ist Prof. Dr. Wolfgang Ziebart zum neuen Vorsitzenden des HELLA GmbH & Co. KGaA Gesellschafterausschusses gewählt worden.
Ziebart ist verheiratet und hat drei Kinder.

## Auszeichnungen
- 2000: Großes Silbernes Ehrenzeichen für Verdienste um die Republik Österreich[8]